# Étoile double
En astronomie observationnelle, une étoile double est une paire d'étoiles qui apparaissent comme proches l'une de l'autre dans le ciel, lorsqu'on les observe depuis la Terre, à travers un télescope optique. 
Ceci peut se produire :
- parce que la paire forme un système binaire d'étoiles en orbites mutuelles (i.e. elles tournent chacune autour de l'autre, ou plus précisément, elles tournent toutes deux autour du barycentre — le centre de gravité — du système qu'elles constituent), liées  gravitationnellement l'une à l'autre ;
- ou parce que la paire d'étoiles forme une « double optique », un alignement dû au hasard de deux étoiles, qui se trouvent dans le ciel à des distances différentes, mais qui sont vues sous le même angle de visée depuis la Terre[1],[2].

Pour les astronomes stellaires, l'importance des étoiles binaires réside dans le fait que la connaissance de leurs mouvements permet de calculer directement la masse des étoiles, ainsi que d'autres paramètres stellaires.
Depuis le début des années 1780, les observateurs d'étoiles doubles, amateurs aussi bien que professionnels, ont mesuré au télescope les distances et les angles entre les étoiles doubles, pour déterminer les mouvements relatifs des paires. Si le mouvement relatif d'une paire détermine un arc incurvé d'une orbite, ou bien si le mouvement relatif est petit, comparé au mouvement propre commun aux deux étoiles, on peut conclure que la paire est en orbite mutuelle et constitue un système binaire. Sinon, il s'agit d'une paire optique. Les étoiles multiples sont étudiées de la même façon, bien que la dynamique des systèmes stellaires multiples soit plus complexe que celle des étoiles binaires.

## Histoire
Il existe trois types d'étoiles appariées :
- les doubles optiques : ce sont des étoiles sans relation qui apparaissent proches dans le ciel du fait d'un alignement avec la Terre dû au hasard ;
- les binaires visuelles : étoiles liées par la gravitation, qui peuvent être résolues dans un télescope ;
- les binaires non-visuelles : celles dont le statut de binaires se déduit de moyens plus sophistiqués tels que l'occultation, la spectroscopie, ou la détection d'anomalies dans le mouvement propre du système.
D'un point de vue conceptuel, il n'existe pas de différence entre les deux dernières catégories, et les améliorations des performances des télescopes peuvent amener les étoiles binaires antérieurement classées comme non-visuelles vers la classe des visuelles, comme l'étoile Polaire en 2006. Ainsi, c'est donc notre inaptitude à observer correctement les étoiles du troisième groupe qui les distingue.

En 1650, Giovanni Battista Riccioli (et probablement encore plus tôt, Benedetto Castelli et Galilée) a observé que l'étoile Mizar, dans la constellation de la Grande Ourse, est une étoile double,. L'identification d'autres étoiles doubles a bientôt suivi. Robert Hooke découvrit un des premiers systèmes d'étoiles doubles, Gamma Arietis, en 1664, alors que le Père Fontenay découvrait, en 1685, que l'étoile boréale brillante Acrux, dans la constellation de la Croix du Sud, était une étoile double.
Depuis cette date, la recherche a été conduite avec détermination et le ciel entier a été examiné pour les étoiles dont la magnitude limite descend aux alentours de 9,0,.
À l'aide d'un télescope de 900 mm, on a pu établir qu'au moins une des 18 étoiles plus brillantes que la magnitude 9,0 dans la moitié Nord du ciel est une étoile double. Les catégories sans relation des étoiles doubles optiques et des véritables binaires sont regroupées pour des raisons pratiques et historiques. Lorsque l'on découvrit que Mizar était une étoile double, il était très difficile de déterminer si c'était un système binaire ou seulement une double optique. Le perfectionnement des télescopes, la spectroscopie et la photographie constituent l'outillage de base pour procéder à cette distinction. Après qu'on eut déterminé que c'était une binaire visuelle, on découvrit que les composants de Mizar eux-mêmes étaient des binaires spectroscopiques. De plus, Mizar forme une double optique avec l'étoile Alcor. Avec une séparation de 3 années-lumière, il est douteux, mais pas absolument prouvé, qu'il y ait une interaction gravitationnelle entre elles. Ainsi, « étoile double » demeure une terminologie utile pour les paires dont le statut n'est pas parfaitement éclairci.

## Observation
Les « étoiles doubles visuelles » se définissent comme des étoiles doubles qui sont visibles dans un télescope optique. Elles permettent d'évaluer le pouvoir de séparation d'un instrument.  Elles constituent la majorité des étoiles doubles connues. Si les doubles visuelles montrent des propriétés similaires, telles qu'un mouvement propre dans l'espace, des parallaxes trigonométriques, ou vitesses radiales similaires, il s'agit de signes évidents qu'elles sont liées gravitationnellement et forment un système binaire ; dans ce cas, l'étoile double visuelle est appelée « binaire visuelle, ». 
L'observation des étoiles doubles visuelles par des mesures visuelles fournit la séparation, ou distance angulaire, entre les deux étoiles composant la paire dans le ciel et "l'angle de position". L'angle de position spécifie la direction dans laquelle les étoiles sont séparées et est défini par la direction de la composante la plus brillante vers la plus faible, avec le nord à 0°. Séparation et angle de position sont appelées "mesures". Dans les mesures d'une binaire visuelle, l'angle de position change progressivement et la séparation entre les deux étoiles oscille entre des valeurs maximum et minimum. Le tracé des mesures sur un plan produit une ellipse. C'est "l'orbite apparente", la projection de l'orbite des deux étoiles sur la sphère céleste ; la véritable orbite peut en être déduite par le calcul. Bien que l'on s'attende à ce que la majorité des doubles visuelles cataloguées soient des binaires visuelles, les orbites n'ont été calculées que pour quelques milliers seulement des plus de 100 000 étoiles doubles visuelles connues,.
Les étoiles doubles visuelles peuvent aussi être des "doubles optiques", deux étoiles qui paraissent être proches l'une de l'autre par hasard. Ces paires sont en réalité séparées par une grande distance dans l'espace, et ne sont pas liées l'une à l'autre par la gravitation, mais se trouvent dans la même ligne de visée lorsqu'on les observe depuis la Terre. On peut distinguer les doubles optiques des étoiles binaires en observant leur mouvement relatif. Si le mouvement fait partie d'une orbite, ou si les étoiles ont une vitesse radiale similaire ou si la différence entre leur mouvement propre est petite en comparaison avec leur mouvement propre commun, la paire est probablement physique. Lorsqu'on les observe sur une courte durée, les composantes de doubles optiques aussi bien que des binaires visuelles à longue période apparaissent comme un mouvement rectiligne. Cette raison rend difficile la distinction entre ces deux possibilités.

## Désignations
Quelques étoiles brillantes doubles visuelles ont une désignation de Bayer. Dans ce cas, les composantes se distinguent par des suscriptions. Un exemple en est α Crucis (Acrux), dont les composantes sont α1 Crucis et α2 Crucis. Du fait que α1 Crucis est une binaire spectroscopique, c'est en réalité une étoile multiple. Les suscriptions sont aussi utilisées pour distinguer des paires d'étoiles plus distantes, sans relation physique avec la même désignation de Bayer telle que α1,2 Capricorni (séparées de 0,11°), ξ1,2 Centauri (séparées de 0,66°), et ξ1,2 Sagittarii (séparées de 0,46°). Ces paires optiques peuvent être résolues à l'œil nu.
En dehors de ces paires, les composantes d'une étoile double sont généralement notées par la lettre « A » pour l'étoile la plus brillante, la « primaire ») et « B » (pour l'étoile la plus faible, la « secondaire ») ajoutés à la désignation des étoiles doubles, quelle qu'en soit leur sorte. Par exemple, les composantes d'α Canis Majoris (Sirius) sont α Canis Majoris A et α Canis Majoris B ; les composantes de 44 Bootis sont 44 Bootis A et 44 Bootis B ; les composantes de ADS 16402 sont ADS 16402A et ADS 16402B, et ainsi de suite. Les lettres « A B » peuvent être utilisées assemblées, pour désigner la paire. Dans le cas d'étoiles multiples, les lettres « C » et « D », et ainsi de suite, peuvent être utilisées pour noter des composantes additionnelles, souvent dans l'ordre croissant de séparation d'avec l'étoile « A », la plus brillante. 
| découvreur                  | Code traditionnel | Code WDS     |
| --------------------------- | ----------------- | ------------ |
| Observatoire de Brisbane    | Brs0              | BSO          |
| S. W. Burnham               | β                 | BU           |
| James Dunlop                | Δ                 | DUN          |
| William Herschel            | H I, II, etc.     | H 1, 2, etc. |
| N. Lacaille                 | Lac               | LCL          |
| F. G. W. Struve             | Σ                 | STF          |
| Struve Appendix Catalogue I | Σ I               | STFA         |
| Struve Appendix Catalogue I | Σ II              | STFB         |
| Otto Struve                 | OΣ                | STT          |
| Pulkova Appendix Catalogue  | OΣΣ               | STTA         |

Les doubles visuelles sont aussi désignées par une abréviation du nom de leur découvreur suivi par un numéro de catalogue spécifique de ce découvreur. Par exemple, la paire α Centauri AB fut découverte par le Père Richaud en 1689, et est ainsi désignée RHD 1,. Parmi d'autres exemples figurent Δ65, la 65e étoile double découverte par James Dunlop, et Σ2451, découverte par F. G. W. Struve.
Le catalogue d'étoiles doubles de Washington, une grande base de données d'étoiles doubles et multiples, contient actuellement plus de 100 000 entrées, chacune d'entre elles donne les mesures pour la séparation des deux composantes. Chaque étoile double forme une entrée du catalogue. Les étoiles multiples avec « n » compagnes seront représentées par des entrées dans le catalogue pour "n"-1 paires, chacune donnant la séparation d'une composante de l'étoile multiple de chacune des autres étoiles. Des codes tels que « AC » sont utilisés pour noter quelles composantes sont mesurées (dans le cas présent, la composante C relativement à la composante A). Ceci peut être modifié pour une forme telle que « AB-D », indiquant la séparation d'une composante à  une paire très serrée (dans le cas présent, l'étoile D par rapport à la paire AB). Le code Aa peut aussi être utilisé pour noter une composante qui est mesurée par rapport à une autre composante, A dans le cas présent. Les désignations des découvreurs font aussi l'objet de listes. Cependant, les abréviations traditionnelles des  découvreurs telles que Δ et Σ ont été encodées dans des chaînes de lettres Roman majuscules, et c'est ainsi, par exemple, que  Δ65 est devenu DUN  65 et que Σ2451 est devenu STF2451. D'autres exemples figurent dans le tableau de droite,.

## Exemples

### Binaires visuelles
- Alpha Centauri AB
- Sirius AB
- Procyon AB
- Capella AB
- p Eridani
- L'étoile polaire ou α Ursae Minoris ou α UMi
- Acrux ou α Crucis ou α Cru

### Doubles optiques
- Alpha1 Capricorni et Alpha2 Capricorni ;
- Xi1,2 Sagittarii ;
- Winnecke 4.

### Étoiles incertaines
- Le système Alpha Centauri (AB) et Proxima Centauri (bien que son association avec α Cen C soit une probabilité reconnue).
- Le système Aa/Ab/Ba/Bb et YY Geminorum de l'étoile Castor bien que Castor (Ca/Cb) soit généralement considéré comme probable.
- Le système Mizar (Aa/Ab/Ba/Bb) et Alcor (ainsi Mizar C) est généralement considéré comme peu probable.

## Source
- (en) Cet article est partiellement ou en totalité issu de l’article de Wikipédia en anglais intitulé « Double star » (voir la liste des auteurs).